# Isola di Fossacaprara
L'isola di Fossacaprara o isolone (Isolón in dialetto parmigiano) è un'isola fluviale sul fiume Po, tra le province italiane di Parma e Cremona, a nord-est del punto di confluenza del torrente Parma. L'isola un tempo era situata tra due rami del Po, la costruzione nel dopoguerra di una massicciata (pennello) sulla riva dell'alveo principale, ha progressivamente insabbiato il braccio di fiume che la separava dalla riva cremonese trasformandolo in una Lanca cosicché oggi l'isola è raccordata alla sponda lombarda. Pur trovandosi in territorio pienamente golenale, nel territorio del comune di Sorbolo Mezzani, è presente una casa colonica abitata fino ai primi anni del secondo dopoguerra.

## Storia
Nei pressi dell'isola tra il 15 e il 16 luglio 1448 ebbe luogo la Battaglia fluviale di Casalmaggiore, combattuta sul Po tra le flotte della Repubblica Ambrosiana e della Repubblica di Venezia. Lo scontro vide i milanesi prevalere sui veneziani.
Un altro evento bellico è legato alla storia dell'isola di Fossacaprara. Nel corso della Seconda Guerra Mondiale su di essa avrebbe dovuto essere paracadutato un carico di armi, denaro e documenti falsi da utilizzare in un'azione partigiana. Il lancio però non ebbe luogo poiché il gruppo che avrebbe dovuto compiere l'azione fu scoperto e arrestato prima del tempo

## Ecologia
La flora e la fauna sono quelle tipiche dell'area golenale padana.
Tra il 1998 e il 2011 sul territorio di pertinenza lombarda è stato realizzata un'opera di rinaturalizzazione attraverso l'impianto di diverse specie arboree (Pioppo, Acero campestre, Frassino, Ontano, Farnia, Olmo, Salice, Ciliegio) e arbustive (Corniolo, Nocciolo, Biancospino, Prugnolo, Rosa canina, Sambuco, Viburno).
Una seconda fase del progetto in cui si vorrebbe interessare anche la porzione dell'isola che ricade nel comune di Mezzani prevede di realizzare piste ciclabili, di riaprire i vecchi canali fluviali insabbiati per realizzarvi approdi e bacini per le imbarcazioni private. Buona parte del costo delle operazioni dovrebbe essere autofinanziato tramite la vendita dei materiali inerti estratti con le escavazioni.